# Porcullosoma mamillatum
Porcullosoma mamillatum är en mångfotingart som först beskrevs av Kraus 1955.  Porcullosoma mamillatum ingår i släktet Porcullosoma och familjen orangeridubbelfotingar. Inga underarter finns listade i Catalogue of Life.